# Jan II Komnen
Jan II Komnen (gr. Ιωάννης Β΄ Κομνηνός, Iōannēs II Komnēnos; ur. 13 września 1087, zm. 8 kwietnia 1143), cesarz bizantyjski od 15 sierpnia 1118. Syn Aleksego I i Ireny Dukas. Był trzecim cesarzem bizantyjskim z dynastii Komnenów po Izaaku I (1057–1059) i ojcu Aleksym I (1081–1118). Jego celem było przywrócenie potęgi Cesarstwa, a także jego terytoriów sprzed klęski w bitwie pod Manzikertem (1071). Jest też znany jako Kaloïōannēs (Jan Piękny).

## Panowanie

### Konflikt z Wenecją
Po wstąpieniu na tron Jan II odmówił potwierdzenia traktatu z 1082 roku, zawartego przez jego ojca z Republiką Wenecką, który dawał włoskiej republice wyjątkowe przywileje handlowe w Cesarstwie Bizantyńskim. Lecz ta zmiana w polityce nie była spowodowana przyczynami finansowymi. Obraza członka rodziny cesarskiej przez Wenecjan doprowadziła do groźnego konfliktu, zwłaszcza że Bizancjum polegało do tej pory na weneckiej sile morskiej. Po bizantyńskim ataku odwetowym na Kerkyrze Jan wygnał kupców weneckich z Konstantynopola. Spowodowało to reakcję Republiki Weneckiej, która wysłała flotę 72 okrętów, która splądrowała wyspy na Morzu Egejskim oraz zdobyła Kefalonię na Morzu Jońskim. Jan został zmuszony do pójścia na ugodę: wojna kosztowała go więcej niż to było warte. Cesarz nie zamierzał funduszy przeznaczonych na armię lądową przekazać na budowę nowych statków. Jan potwierdził układ z roku 1082. Niemniej jednak, cała ta sprawa nie została zupełnie zapomniana i zdaje się, że odegrała rolę w zainspirowaniu następcy Jana (Manuela I Komnena) do odbudowy potężnej floty bizantyńskiej niewiele lat później.

### Zwycięstwa nad Pieczyngami i Węgrami
W latach 1119–1121 Jan pokonał Turków Seldżuckich, zajmując południowo-zachodnią Anatolię. Jednak w 1122 przemieścił swe wojska do Europy, by odeprzeć najazd Pieczyngów na Mezję. Owi najeźdźcy byli sprzymierzeńcami księcia kijowskiego. Gdy Pieczyngowie wkroczyli do Tracji, armia bizantyńska otoczyła ich pod Beroją, Jan złożył im obietnicę zawarcia korzystnego układu, po czym zaatakował z zaskoczenia ich obóz. Wywiązała się zażarta walka, lecz z końcem dnia dwudziestotysięczna armia bizantyńska odniosła miażdżące zwycięstwo. Położyło ono kres najazdom Pieczyngów na terytorium cesarstwa. Wielu jeńców zostało osadzonych jako sprzymierzeńcy w granicach Bizancjum.
Następnie Jan wyruszył na odwetową wyprawę przeciw Serbom. Wielu spośród z nich zostało wziętych do niewoli, a następnie wysłanych w region Nikomedii w roli kolonistów wojskowych. Celem tego było częściowo przywrócenie Serbów do porządku (Serbia była nominalnie protektoratem bizantyńskim), a częściowo wzmocnienie wschodniej granicy bizantyńskiej.
Małżeństwo Jana z księżniczką węgierską Piroską dało mu pretekst do ingerencji w walki dynastyczne na Węgrzech. Udzielenie schronienia oślepionemu pretendentowi do tronu - Álmosowi - doprowadziło do węgierskiego ataku w roku 1128. Najeźdźcy zaatakowali Braniczewo nad Dunajem i dotarli aż do przedmieść Filipopola. Po trudnej, dwuletniej kampanii, cesarz zdołał pokonać Węgrów i wspomagających ich Serbów i przywrócić pokój.

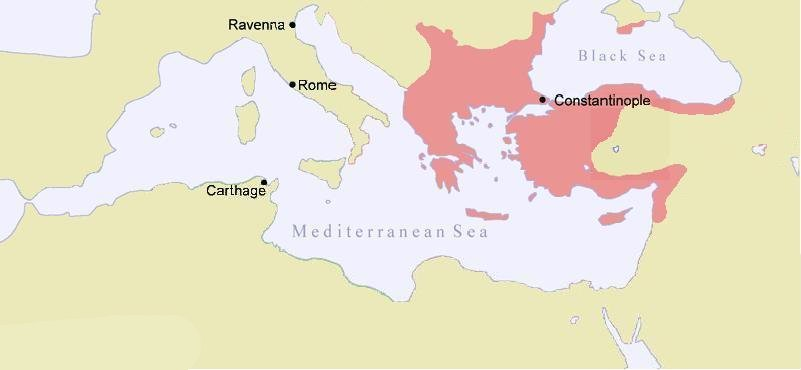
Cesarstwo Bizantyńskie za panowania Jana II Komnena

### Kampanie przeciw Turkom
Teraz Jan mógł skoncentrować swoją uwagę na Azji Mniejszej, która miała stanowić centrum jego zainteresowania przez większość jego pozostałego panowania. Cesarz dążył do powstrzymania naporu tureckiego na granicę bizantyńską w Anatolii. W latach 1130–1135 podjął kampanię przeciw Daniszmendydom. Następnie podjął próbę przywrócenia kontroli bizantyńskiej w regionie. Zdobył rodową siedzibę Komnenów w Kastamonu, następnie zdobył Gangrę, gdzie zostawił dwutysięczny garnizon. Jednak opór turecki był silny i Jan musiał wkrótce ponownie zdobywać Kastamonu, zajęte ponownie przez Turków. Następnie Jan odniósł zwycięstwo nad Daniszmendydami w północno-wschodniej Azji Mniejszej, a sułtan został w wyniku tej porażki zamordowany przez własnych ludzi.

### Lewant
Cesarz skierował swą uwagę w stronę Lewantu, gdzie miał zamiar narzucić zwierzchnictwo bizantyńskie państwom krzyżowców. W 1137 roku odbił z rąk Rubenidów Tars, Adanę i Mopsuestię, a w 1138 książę Leon I oraz jego rodzina zostali odstawieni jako jeńcy do Konstantynopola. Zwycięstwo nad Ormianami otworzyło drogę do marszu na księstwo Antiochii, którego władca Rajmund z Poitiers, uznał się wasalem cesarza w 1137 roku. W 1138 Jan przybył triumfalnie do miasta. Następnie cesarz powiódł armię bizantyńską, wspieraną przez wojska księcia Antiochii oraz Joscelina II, hrabiego Edessy, przeciw muzułmańskiej Syrii. Nie powiódł się plan zdobycia Aleppo, a oblężenie Szajzaru zakończyło się tylko połowicznym sukcesem. Jednym z powodów była niechęć władców Antiochii i Edessy do cesarza.

## Rodzina
Jan II Komnen ożenił się w 1104 roku z Piroską Węgierską (w Bizancjum zwana Ireną), córką Władysława I Świętego, króla Węgier. Jan II i Irena mieli czterech synów i cztery córki :
1. Aleksy Komnen, współcesarz od 1122 do 1142 (zmarł 1142)
2. Maria Komnena (bliźniacza siostra Aleksego)
3. Andronik (zmarł w 1142)
4. Anna Komnena
5. Izaak Komnen (zmarł w 1154)
6. Teodora Komnena
7. Eudokia Komnena
8. Manuel I Komnen następca Jana II (zmarł w 1180)